# Зембице-Вроцлавске
Зембице-Вроцлавске (пол. Zębice Wrocławskie) — остановочный пункт в деревне Зембице (польск. Zębice) в гмине Сехнице, в Нижнесилезском воеводстве Польши. Имеет 2 платформы и 2 пути.
Остановочный пункт на железнодорожной линии Ополе — Бжег — Вроцлав построен в 1842 году, когда эта территория была в составе Королевства Пруссия.